# Destino (DC Comics)
Destino è un personaggio DC Comics creato da Marv Wolfman e Bernie Wrightson, e comparve per la prima volta in Weird Mystery Tales n. 1 (1972), e fu un ospite regolare della serie per i primi quattordici numeri, dopodiché comparve in Secrets of Haunted House. Egli è uno degli Eterni nella serie a fumetti The Sandman di Neil Gaiman. In The Sandman Special n. 1 si scoprì il suo nome greco, Potmos. Nel 1997, fu protagonista in una serie limitata omonima di tre numeri scritta da Alisa Kwitney.
Destino è raffigurato come una figura alta, oscura all'interno di una veste viola o marrone e con il cappuccio. Legge da un grosso libro, originariamente noto come il Solcometro Cosmico, incatenato al suo polso destro, che contiene gli eventi passati, presenti e futuri. Non lascia impronte, né possiede un'ombra. Destino è cieco, anche se ciò non sembra ostacolarlo e fu affermato che, invece di essere cieco, Destino "...vede tutto". È sempre calmo, distaccato e nelle situazioni estreme persino triste.

## Prime comparse
Come Lucien, Caino e Abele e alcuni personaggi di The Sandman, Destino comparve come ospite nel fumetto horror degli anni settanta Weird Mystery Tales. Non ci fu, naturalmente, nessun riferimento alla sua famiglia, anche se comparve nella serie una versione più tradizionale di Morte. Nelle sue prime comparse, era meno di un oracolo che un introduttore, in quanto la maggior parte delle storie erano narrate dal Dr. E. Leopold Mass di Jack Kirby, un investigatore di fenomeni paranormali.
Destino cominciò a comparire in alcune storie a cominciare dal n. 10 (anche se disse che come tutte le storie hanno a che fare con destino, egli è presente in ognuna di esse). Nel n. 15, Eva ne prese il posto di protagonista ed era in continua fornitura di lusinghe. Ora Destino era il protagonista di un nuovo fumetto, Secrets of Haunted House, che fu inizialmente l'ambiente di quattro personaggi. Gli altri ospiti lo considerarono il narratore più noioso, e mentre si presumeva che gli ospiti controllassero le pagine di lettere (le cui risposte venivano scritte dai personaggi), anche il comportamento vi si rifletteva nelle risposte. Per il suo compleanno, Caino, Abele e Eva gli diedero un saggio di ricamo che diceva "Se sei così intelligente, perché non hai un libro tutto tuo?" anche se, essendo cieco, non fu in grado di leggerlo. Successivamente, si disse che era figlio di una "Signora Emma Destiny", ma dato che l'informazione era all'interno della colonna delle lettere, probabilmente è una notizia falsa. Destino lasciò la serie dopo il n. 39, che vide poi Abele come nuova protagonista (House of Secrets fu cancellato, e si disse che la Casa fu ridotta in macerie).
Destino incontrò Superman in Superman n. 352, prevenendo che Superman aiutasse delle persone spezzando un destino in probabile creazione che vedeva Metropolis dipendere da lui, e incontrò anche i Nuovi Teen Titans in numerose occasioni, in storie scritte tutte da Marv Wolfman.
Secondo Who's Who: The Definitive Directory of the DC Universe n. 6 (1985), Destino è "l'unico essere che fu in grado di resistere ai poteri illimitati di Zeus", e ci si riferì al Solcometro Cosmico come al Libro delle Anime. Riporta "Osservatore Cosmico" come la sua occupazione e "inapplicabile" per il campo "Famigliari noti".

## The Sandman
Nel n. 7 di The Sandman, si rivelò che Destino è il più anziano degli Eterni. Il regno di Destino è Il Giardino delle Vie Biforcate, dove cammina continuamente in un percorso simile ad un labirinto. Il suo libro, a cui ci si riferì come il Libro del Destino piuttosto che al Solcometro Cosmico, è il suo sigillo nelle gallerie degli altri Eterni.
Destino fu l'ultimo ad essere impersonato e ultimo Eterno ad essere utilizzato nella serie. Anche se fu il primo ad essere descritto nella serie in un'immagine alla fine della prima collezione, infatti la sua prima comparsa ufficiale fu nella quarta collezione, Season of Mists. In un certo senso, sembra essere lui a dirigere gli affari di famiglia degli Eterni; ed è lui che convoca la famiglia ad una riunione all'inizio di Season of Mists.

## The Books of Magic
Destino ebbe una breve comparsa nel quarto numero di The Books of Magic, "Book IV: The Road to Nowhere". Qui, Mister E portò Timothy Hunter alla fine del tempo con l'intenzione di ucciderlo. Destino in compagnia di Morte intervenne per fermarlo perché essi non dovevano essere lì. Dopo averli fermati, Destino trovò nel suo libro un trafiletto che li riguardava in fondo all'ultima pagina del suo libro. Dopo di ciò Morte rivela infine che si trovava lì anche perché era giunto il momento per Destino di spirare. Nel suo ultimo istante, Destino rimarcò che secondo lui la fine non sarebbe mai arrivata e che non sarebbe mai apparso sul Libro del Destino. Chiudendo il suo libro, Destino commenta il suo stato di pace, spirando infine in una fiamma azzurra. Prima di spegnere le luci, sbattere il tappeto, e chiudersi alle spalle la porta dell'universo, la Morte inviò Timothy Hunter al suo tempo e costrinse Mister E a trovare da solo una via del ritorno costringendolo a percorrere la Strada Lunga per punizione.

## Lucifer
Nella serie Lucifer di Mike Carey, si vede Destino parlare con Lucifero. Entrambi sembrano avere disprezzo l'uno per l'altro, dove Lucifero favorisce caos e libertà, Destino favorisce ordine e controllo.

## Destiny: A Chronicle of Deaths Foretold
Destino comparve anche nella miniserie di tre numeri Destiny: A Chronicle of Deaths Foretold, scritto da Alisa Kwitney e illustrazioni di Kent Williams, Michael Zulli, Scott Hampton e Rebecca Guay. Qui, Destino è mostrato mentre trasforma il figlio dell'Imperatrice Bizantina Theodora nel Cavaliere dell'Apocalisse Pestilenza. Il Cavaliere diffuse la peste bubbonica attraverso l'era di civilizzazione umana mentre cercava una donna da amare e risparmiare. Il centro della storia si concentra sulla comparsa del Cavaliere nel XXI secolo, dove offre un'occhiata del Libro di Destino per spaventare i sopravvissuti dell'ultima piaga.

## Recentemente
Destino incontrò Crono, Walker Gabriel in Chronos n. 9, dove si scopre che il suo libro può essere cambiato, e sezioni intere possono essere alterate e cancellate, nonostante un grande prezzo personale; ciò si applica addirittura con una forza maggiore quando un viaggiatore temporale come Gabriel tenta di cambiare la linea temporale per soddisfare i desideri personali. Nel caso di Gabriel, tentò di salvare sua madre dalla morte prematura, ma durante la missione si auto-cancellò dalla storia. Destino incontrò anche Lobo e Supergirl nel proprio labirinto in The Brave and the Bold vol. 2 n. 4. Qui sembrò più assente mentalmente nel proprio dominio, come risultato dell'abbandono del suo libro.
Destino perse il suo libro nella storia d'apertura della nuova serie Brave and the Bold, e quando Lobo e Supergirl giunsero nel suo giardino parlò di come avrebbe voluto incontrare i quattro uomini che vivono al di fuori del suo libro, e nel farlo fu intercettato dai Luck Lords nel tentativo di rimodellare la realtà. Si scoprì che questi quattro uomini erano i Challengers of the Unknown, i quali erano recipienti cui Destino era stato inviato a rifornirsi. Dopo un litigio tra tutte le fazioni al culmine della storia, i Challengers arrivarono con il Raggio Zeta da Rann e acquisirono il Libro dopo aver sconfitto l'opposto dei Luck Lords che dopo averli sconfitti, fu messo nelle loro mani.
Dopo questa storia, il libro rimase nelle mani dei Challengers; i Challengers lo consultarono per seguire il piano di un antico alchimista, Megistus. Nelle pagine, seguirono le storie di numerose reliquie che Megistus cercò per un piano più grande e tra di questi ci furono alcuni degli oggetti più pericolosi dell'Universo DC. Il Warlock di Ys, un vecchio nemico dell'Universo Antimateriale, si manifestò anche sulla Montagna dei Challengers costruendo un guscio per sé fuori dalle pagine del libro. Lo stesso Destino comparve nella tana sotterranea dei Challengers, mostrando loro il suo libro per l'ultima volta e la ricompensa per il loro servizio e il loro sacrificio nella sconfitta di Megistus, nel n. 12; il libro rivelò che June Maters, un membro non ufficiale dei Challengers, imbrogliò Morte e riuscì a fuggire, catapultandosi fuori dal libro proprio come i Challengers.

## Il Libro di Destino
Il libro contiene tutto ciò che fu, è e sarà, ed è incatenato al polso di Destino. Destino è cieco, eppure riesce a leggere ciò che è scritto nel libro. Nella serie di Lucifero è scritto che il libro non ha un'esistenza separata da Destino, così che Michael Demiurgos non riuscì a portarglielo via e leggerlo. Destino affermò che non poteva leggerlo ad alta voce perché nel caso il libro sarebbe diventato parte della storia narrata, cosa che avrebbe portato ad un disastro. Tuttavia, i Challengers of the Unknown e altri nella serie Brave and the Bold possedettero il libro senza la presenza di Destino e poterono leggere a voce alta informazioni tratte da esso: conclusero così che Destino mentì a Michael. Un'altra possibilità è che l'esistenza dei Challengers al di fuori del libro causò l'alterazione delle normali regole che governano il libro o un semplice cambiamento di queste dopo che Elaine rimpiazzò Yahweh. Una volta, Caino e Abele tentarono di rubare il libro di Destino da un piedistallo, su un suolo che non gli avrebbe permesso di raccontare le storie. Tentarono poi di nascondere il libro da lui in una stanza piena di duplicati.
Il libro rappresenta una filosofia di predestinazione. Gli scritti del libro cambiarono dopo che Yahweh abbandonò la sua creazione; arrivando ad un punto di svolta degli scritti originali (presumibilmente che fu scritto in The Books of Magic). Elaine Belloc, la nipote di Yahweh ora prese il posto del nonno, e se ha in programma di ricostituire i vecchi Scritti o no non è ancora stato rivelato.

## Poteri e abilità
I poteri di Destino sono illimitati e la sua autorità è pari se non superiore a quella dello Spettro. Destino è un essere onnipotente, onnipresente e onnisciente.